# 선박 복원성
선박 복원성(船舶復原性, ship stability)은 선박이 외부의 힘에 의해 어떠한 방향으로 기울어지려고 할 때, 이에 대항하여 더 이상 기울어지지 않거나 제자리로 돌아가는 성질을 말한다. 이 복원성을 나타내는 물리양을 복원력(復元力) 또는 복원 모멘트(restoring moment)라고 한다. 기울어지는 방향에 따라 종방향, 횡방향으로 나누어 생각할 수 있는데, 선박이 종방향으로 기울어지는 경우는 드물기에 보통 횡방향 복원성을 주로 다룬다.

## 역사
조선 공학에서 다루는 선박 복원성은 수 백년 동안 연구의 대상이 되었다. 역사적으로 선박 복원성의 측정은 주로 경험 법칙에 의존하였고, 따라서 이로 인한 위험성이 항상 도사렸다. 복원성에 대한 물리적 원리는 아르키메데스가 처음 다루었는데, 그의 연구는 간단한 도형에 그쳤다. 이후에도 수 많은 연구를 거치면서 많은 이들이 복원에 대해 다루었고, 계산을 통한 체계적인 복원성의 기준은 18세기 피에르 부게와 레온하르트 오일러 등에 의해 정립되었다. 부게는 메타센터의 개념을 처음 제시하였으며, 오일러는 복원 모멘트를 이용하여 복원성을 정의하였다.

## 장치
선박의 복원성을 높이기 위하여 선박에는 여러 구조물들이 설치되어 있다. 아래 소개된 것들은 파도나 바람의 영향을 줄이기 위한 것이며, 이러한 변화가 없는 고요한 바다에서는 복원성에 아무런 영향을 끼치지 못한다.

### 수동형
빌지 킬(bilge keel) 또는 빌지 용골은 만곡부 외판에 V자 형태로 붙인 판재를 가리킨다. 선박 양 좌우에 각각 한 개씩 부착한다. 배의 횡동요를 방지하는 역할을 한다.
감요수조(antiroll tank)는 횡방향으로 설치된 U자형 탱크에 물을 넣어 횡동요를 방지하는 역할을 하는 장치이다. 횡동요를 멈추게 할 수는 없지만 진폭을 줄이는데 효과적이다.

### 능동형
자이로 스태빌라이저(gyro stabilizer)와 핀 스태빌라이저(fin stabilizer) 등이 있다

## 참고 문헌
- 공길영; 이윤석; 정창현 (2014). 《화물운송론》. 다솜출판사. ISBN 9788955624410.